# Luží u Lovětína
Luží u Lovětína je zrušená přírodní památka poblíž obce Jarošov nad Nežárkou v okrese Jindřichův Hradec. Důvodem jejího vyhlášení bylo zachování cenných mokřadních biotopů a na ně vázaných rostlin, především zvláště chráněných druhů živočichů a rostlin (zevaru nejmenšího (Sparganium minimum) a ostřice plstnatoplodé (Carex lasiocarpa).

## Historie
Chráněné území vyhlášené okresním úřadem v Jindřichově Hradci v roce 1998 zrušil Krajský úřad Jihočeského kraje s účinností ke dni 13. dubna 2011 a zároveň jej začlenil do nově vyhlášené přírodní památky Rybníky u Lovětína.